# Night Chase
Night Chase (conocida en España como Persecución en la noche) es una película de drama, suspenso y crimen de 1970, dirigida por Jack Starrett, escrita por Marvin A. Gluck y Collier Young, musicalizada por Laurence Rosenthal, en la fotografía estuvo Fred J. Koenekamp y los protagonistas son David Janssen, Yaphet Kotto y Victoria Vetri, entre otros. El filme fue realizado por Cinema Center 100 Productions, se estrenó el 20 de noviembre de 1970.

## Sinopsis
Un chofer de taxi tiene que llevar a un criminal en fuga a la frontera de México, hace una amistad poco factible con su pasajero.